# VI Армейские международные игры
 VI Армейские международные игры («АрМИ-2020») проходили с 23 августа по 5 сентября 2020 года. В ходе Игр было проведено 30 международных конкурсов. Министерство обороны России пригласило к участию в играх 2020 года 90 стран, включая страны — участницы НАТО. Планировалось организовать конкурсы «АрМИ-2020» на территории 11 государств: Азербайджана, Армении, Белоруссии, Ирана, Индии, Казахстана, Китая, Монголии, России и Узбекистана, а один из конкурсов — «Полевая кухня» — планировалось провести в Шри-Ланке. При этом, в 2020 году количество конкурсов, которые проходят за пределами России, должно было превысить количество конкурсов, проходящих на территории страны.. Однако, по причине пандемии COVID-19 соревнования прошли в пяти странах: в России, Армении, Азербайджане, Белоруссии и Узбекистане, большая часть соревнований проводилась в России.
В 30-ти конкурсах «АрМИ-2020» приняли участие 156 команд из 32 стран. Сборная России победила в 25 конкурсах, сборная Белоруссии в 4, сборная Узбекистана в 3.

## Участники

### Вооружённые силы, ранее участвовавшие на АрМИ
- Азербайджан
- Алжир
- Армения
- Белоруссия
- Вьетнам
- Греция
- Израиль
- Иран
- Камбоджа
- Казахстан
- Киргизия
- Китай
- Республика Конго
- Лаос
- Мали
- Мьянма
- Пакистан
- Россия
- Сербия
- Судан
- Таджикистан
- Узбекистан
- ЮАР

### Дебют
- Абхазия
- Афганистан
- Йемен
- Катар
- Мозамбик
- Намибия
- Палестина
- Экваториальная Гвинея
- Южная Осетия

### Отказ
- Ангола
- Бангладеш
- Венесуэла
- Египет
- Зимбабве
- Индия
- Иордания
- Куба
- Кувейт
- Монголия
- Сирия
- Уганда
- Шри-Ланка[4]

Примечание: Полужирным обозначены организаторы конкурса.

## Конкурсы
Число конкурсов по сравнению с V Армейскими международными играми «АрМИ-2019» уменьшилось на 2 и составило 30 конкурсов. Ниже приведён полный список:
| Конкурс                           | Описание конкурса                                                          | Дата проведения              | Место проведения конкурса             | Количество стран | Участники конкурса | Призёры                                                                                    |
| --------------------------------- | -------------------------------------------------------------------------- | ---------------------------- | ------------------------------------- | ---------------- | --- | ------------------------------------------------------------------------------------------ |
| Танковый биатлон                  | Соревнование среди танковых экипажей                                       | 23 августа — 5 сентября 2020 | Московская область, полигон «Алабино» | 16               | Абхазия Азербайджан Белоруссия Вьетнам Казахстан Катар Киргизия Китай Лаос Мьянма Республика Конго Россия Сербия Таджикистан Узбекистан Южная Осетия | Первый дивизион: Россия · Китай · Беларусь · Второй дивизион: Вьетнам · Лаос · Таджикистан |
| Суворовский натиск                | Соревнование экипажей боевых машин пехоты                                  | 23 августа — 5 сентября 2020 | Благовещенск                          | 8                | Афганистан Белоруссия Иран Мали Мьянма Республика Конго Россия Экваториальная Гвинея                                                                 | Россия · Беларусь · Иран                                                                   |
| Снайперский рубеж                 | Соревнование снайперов                                                     | 23 августа — 5 сентября 2020 | Брест                                 | 8                | Армения Белоруссия Вьетнам Катар Россия Сербия Таджикистан Узбекистан                                                                                | Беларусь · Узбекистан · Россия                                                             |
| Авиадартс                         | Соревнование лётных экипажей                                               | 23 августа — 5 сентября 2020 | Рязань                                | 2                | Белоруссия Россия | Россия · Беларусь                                                                          |
| Десантный взвод                   | Соревнование десантных взводов                                             | 23 августа — 5 сентября 2020 | Псковская область, Струги Красные     | 11               | Алжир Белоруссия Камбоджа Китай Мали Намибия Республика Конго Россия Судан Таджикистан Экваториальная Гвинея                                         | Россия · Беларусь · Китай                                                                  |
| Морской десант                    | Соревнование подразделений морской пехоты                                  | 23 августа — 5 сентября 2020 | Калининградская область, Балтийск     | 2                | Россия Таджикистан | Россия · Таджикистан                                                                       |
| Кубок моря                        | Соревнование экипажей надводных кораблей                                   | 23 августа — 5 сентября 2020 | Баку                                  | 2                | Азербайджан Россия | Россия · Азербайджан                                                                       |
| Глубина                           | Соревнование водолазов                                                     | 23 августа — 5 сентября 2020 | Севастополь                           | 3                | Мозамбик Россия Экваториальная Гвинея | Россия · Мозамбик · Экваториальная Гвинея                                                  |
| Мастера артиллерийского огня      | Соревнование артиллерийских экипажей                                       | 23 августа — 5 сентября 2020 | Саратов                               | 6                | Армения Белоруссия Вьетнам Россия Таджикистан Узбекистан                                                                                             | Россия · Беларусь · Узбекистан · Таджикистан                                               |
| Мастер-оружейник                  | Соревнование ремонтных взводов вооружения                                  | 23 августа — 5 сентября 2020 | Пенза                                 | 8                | Абхазия Армения Иран Камбоджа Лаос Республика Конго Россия Узбекистан                                                                                | Россия · Узбекистан · Армения                                                              |
| Чистое небо                       | Соревнование подразделений ПВО                                             | 23 августа — 5 сентября 2020 | Краснодарский край, Ейск              | 7                | Белоруссия Вьетнам Камбоджа Лаос Пакистан Россия Узбекистан                                                                                          | Россия · Лаос · Беларусь                                                                   |
| Уверенный приём                   | Соревнование подразделений связи                                           | 23 августа — 5 сентября 2020 | Минск                                 | 4                | Белоруссия Вьетнам Россия Таджикистан | Беларусь · Россия · Вьетнам                                                                |
| Отличники войсковой разведки      | Соревнование групп войсковой разведки                                      | 23 августа — 5 сентября 2020 | Новосибирск                           | 10               | Афганистан Белоруссия Китай Лаос Республика Конго Россия Таджикистан Узбекистан ЮАР Южная Осетия                                                     | Россия · Узбекистан · Беларусь                                                             |
| Открытая вода                     | Соревнования понтонно-переправочных подразделений                          | 23 августа — 5 сентября 2020 | Владимирская область, Муром           | 2                | Китай Россия | Россия · Китай                                                                             |
| Безопасный маршрут                | Соревнование инженерных подразделений                                      | 25 августа — 30 августа 2020 | Нижегородская область, Кстово         | 4                | Белоруссия Вьетнам Россия Узбекистан | Россия · Узбекистан · Вьетнам                                                              |
| Безопасная среда                  | Соревнование экипажей радиационной, химической и биологической защиты      | 26 августа — 29 августа 2020 | Кострома                              | 9                | Армения Белоруссия Вьетнам Йемен Камбоджа Китай Мозамбик Россия Узбекистан                                                                           | Россия Белоруссия Китай Армения Узбекистан                                                 |
| Инженерная формула                | Соревнование экипажей машин инженерного вооружения                         | 23 августа — 5 сентября 2020 | Волгоградская область, Волжский       | 3                | Белоруссия Лаос Россия | Россия · Беларусь · Лаос                                                                   |
| Мастера автобронетанковой техники | Соревнование специалистов автотехнического и танкотехнического обеспечения | 24 августа — 26 августа 2020 | Воронежская область, Острогожск       | 4                | Белоруссия Китай Россия Узбекистан | Россия · Узбекистан · Вьетнам                                                              |
| Эльбрусское кольцо                | Соревнование горных подразделений                                          | 23 августа — 5 сентября 2020 | Кабардино-Балкария, Терскол           | 2                | Россия Узбекистан | Россия · Узбекистан                                                                        |
| Верный друг                       | Соревнование специалистов служебного собаководства                         | 24 августа — 30 августа 2020 | Московская область, Дмитров           | 6                | Алжир Белоруссия Вьетнам Израиль Россия Узбекистан                                                                                                   | Россия Узбекистан Белоруссия Алжир                                                         |
| Военно-медицинская эстафета       | Соревнование медицинского персонала                                        | 23 августа — 5 сентября 2020 | Джизакская область, Фариш             | 6                | Белоруссия Вьетнам Палестина Россия Таджикистан Узбекистан                                                                                           | Узбекистан · Россия · Беларусь                                                             |
| Полевая кухня                     | Соревнование специалистов продовольственной службы                         | 23 августа — 5 сентября 2020 | Московская область, Алабино           | 6                | Абхазия Армения Белоруссия Вьетнам Россия Узбекистан                                                                                                 | Россия · Беларусь · Узбекистан                                                             |
| Страж порядка                     | Соревнование военнослужащих военной полиции                                | 25 августа — 29 августа 2020 | Московская область, Алабино           | 3                | Армения Иран Россия | Россия Иран Армения                                                                        |
| Военное ралли                     | Соревнование экипажей на автомобильной военной технике                     | 23 августа — 5 сентября 2020 | Кызыл                                 | 4                | Белоруссия Россия Сербия Узбекистан | Россия · Беларусь · Узбекистан · Сербия                                                    |
| Воин мира                         | Соревнование военно-профессионального мастерства военнослужащих            | 23 августа — 5 сентября 2020 | Тавушская область, Дилижан            | 4                | Армения Белоруссия Греция Россия | Россия · Армения · Беларусь                                                                |
| Соколиная охота                   | Соревнование экипажей БПЛА                                                 | 23 августа — 5 сентября 2020 | Воронеж                               | 2                | Белоруссия Россия | Россия · Беларусь                                                                          |
| Дорожный патруль                  | Соревнование инспекторов военной автомобильной инспекции                   | 23 августа — 5 сентября 2020 | Ферганская область, Полигон «Коканд»  | 3                | Белоруссия Россия Узбекистан | Узбекистан · Россия · Беларусь                                                             |
| Конный марафон                    | Соревнование конных подразделений                                          | 25 августа — 28 августа 2020 | Кызыл                                 | 2                | Россия Узбекистан | Россия Узбекистан                                                                          |
| Аварийный район                   | Состязания аварийно-спасательных формирований                              | 23 августа — 5 сентября 2020 | Московская область, Сергиев Посад     | 8                | Абхазия Белоруссия Вьетнам Камбоджа Лаос Мали Республика Конго Россия                                                                                | Россия · Беларусь · Вьетнам                                                                |
| Полярная звезда                   | Соревнования подразделений специального назначения                         | 23 августа — 5 сентября 2020 | Брест                                 | 2                | Белоруссия Россия | Беларусь · Россия                                                                          |

## Медальный зачет и рейтинг команд[6]
| Общее количество медалей | Общее количество медалей | Общее количество медалей | Общее количество медалей | Общее количество медалей | Общее количество медалей | Общее количество медалей |
| Место                    | Страна                   | Количество конкурсов     | Золото                   | Серебро                  | Бронза                   | Всего                    |
| ------------------------ | ------------------------ | ------------------------ | ------------------------ | ------------------------ | ------------------------ | ------------------------ |
| 1                        | Россия                   | 30                       | 25                       | 4                        | 1                        | 30                       |
| 2                        | Беларусь                 | 22                       | 4                        | 10                       | 6                        | 20                       |
| 3                        | Узбекистан               | 15                       | 3                        | 9                        | 2                        | 14                       |
| 4                        | Вьетнам                  | 10                       | 1                        | 0                        | 4                        | 5                        |
| 5                        | Китай                    | 6                        | 0                        | 3                        | 1                        | 4                        |
| 5                        | Лаос                     | 6                        | 0                        | 3                        | 0                        | 3                        |
| 7                        | Армения                  | 7                        | 0                        | 1                        | 3                        | 4                        |
| 8                        | Таджикистан              | 8                        | 0                        | 1                        | 2                        | 3                        |
| 9                        | Экваториальная Гвинея    | 3                        | 0                        | 1                        | 0                        | 1                        |
| 10                       | Азербайджан              | 2                        | 0                        | 1                        | 0                        | 1                        |
| 11                       | Иран                     | 2                        | 0                        | 1                        | 0                        | 1                        |
| 12                       | Мозамбик                 | 2                        | 0                        | 1                        | 0                        | 1                        |
| 13                       | Алжир                    | 2                        | 0                        | 0                        | 1                        | 1                        |
| 14                       | Сербия                   | 3                        | 0                        | 0                        | 1                        | 1                        |

| Место | Страна             | Количество конкурсов | Занятые места на конкурсах |
| ----- | ------------------ | -------------------- | -------------------------- |
| 15    | Республика Конго   | 6                    |                            |
| 16    | Камбоджа           | 5                    |                            |
| 17    | Республика Абхазия | 4                    |                            |
| 18    | Мали               | 3                    |                            |
| 19    | Мьянма             | 2                    |                            |
| 20    | Афганистан         | 2                    |                            |
| 21    | Южная Осетия       | 2                    | 7/7                        |
| 22    | Греция             | 1                    | 4                          |
| 23    | Израиль            | 1                    | 5                          |
| 24    | Йемен              | 1                    |                            |
| 25    | Казахстан          | 1                    | 5                          |
| 26    | Катар              | 1                    | 8                          |
| 27    | Кыргызстан         | 1                    | 8                          |
| 28    | Намибия            | 1                    |                            |
| 29    | Пакистан           | 1                    | 5                          |
| 30    | Палестина          | 1                    | 6                          |
| 31    | Судан              | 1                    |                            |
| 32    | ЮАР                | 1                    |                            |